# Réserve nationale Coyhaique
La réserve nationale Coyhaique est une aire protégée du Chili. Elle est située au nord de la capitale provinciale Coyhaique, à moins de 5 kilomètres de la limite urbaine. Créée en 1948, il s'agit de l'une des réserves naturelles les plus anciennes de la région. D'une superficie de 2 150 hectares, ses limites actuelles ont été définies en 1980.